# Green Grove (Wisconsin)
Green Bay es un pueblo ubicado en el condado de Brown en el estado estadounidense de Wisconsin. En el Censo de 2010 tenía una población de 2.035 habitantes y una densidad poblacional de 25,45 personas por km².

## Geografía
Green Bay se encuentra ubicado en las coordenadas 44°35′59″N 87°47′45″O / 44.59972, -87.79583. Según la Oficina del Censo de los Estados Unidos, Green Bay tiene una superficie total de 79.95 km², de la cual 57.26 km² corresponden a tierra firme y (28.38%) 22.69 km² es agua.

## Demografía
Según el censo de 2010, había 2.035 personas residiendo en Green Bay. La densidad de población era de 25,45 hab./km². De los 2.035 habitantes, Green Bay estaba compuesto por el 98.28% blancos, el 0.05% eran afroamericanos, el 0.2% eran amerindios, el 0.2% eran asiáticos, el 0% eran isleños del Pacífico, el 0.1% eran de otras razas y el 1.18% pertenecían a dos o más razas. Del total de la población el 1.47% eran hispanos o latinos de cualquier raza.